# Rhaphiptera durantoni
Rhaphiptera durantoni är en skalbaggsart som beskrevs av Tavakilian och Touroult 2007. Rhaphiptera durantoni ingår i släktet Rhaphiptera och familjen långhorningar. Inga underarter finns listade i Catalogue of Life.